# Ziad Tlemçani
Ziad Tlemçani (ur. 10 maja 1963 w Tunisie) – tunezyjski piłkarz występujący na pozycji napastnika. 

## Kariera klubowa
Tlemçani karierę rozpoczynał w 1984 roku w zespole ES Tunis. Przez sześć lat gry dla tego klubu, zdobył z nim trzy mistrzostwa Tunezji (1985, 1988, 1989,) oraz dwa Puchary Tunezji (1986, 1989). W sezonie 1997/1998 z 15 golami na koncie został także królem strzelców Championnat la Ligue Professionnelle 1. W 1990 roku wyjechał do Portugalii, by grać tamtejszym pierwszoligowym klubie Vitória SC. Przez pięć lat rozegrał tam 119 spotkań i zdobył 45 bramek.
W 1995 roku Tlemçani przeszedł do japońskiego zespołu Vissel Kobe z J. League. Jego barwy reprezentował w sezonach 1995-1997. W 1997 roku wrócił do ES Tunis. W 1998 roku zdobył z nim mistrzostwo Tunezji oraz Afrykański Puchar Zdobywców Pucharów, a w 1999 roku mistrzostwo Tunezji oraz Puchar Tunezji. W tym samym roku zakończył karierę.

## Kariera reprezentacyjna
W reprezentacji Tunezji Tlemçani zadebiutował w 1989 roku. W 1994 roku został powołany do kadry na Puchar Narodów Afryki. Zagrał na nim w meczach z Mali (0:2) i Zairem (1:1), a Tunezja odpadła z turniej po fazie grupowej.
W 1998 roku ponownie znalazł się w zespole na Puchar Narodów Afryki. Wystąpił na nim w pojedynkach z Ghaną (0:2), Demokratyczną Republiką Konga (2:1, gol), Togo (3:1, gol) oraz Burkina Faso (1:1, 7:8 w rzutach karnych), a Tunezja zakończyła turniej na ćwierćfinale.
W latach 1990–1998 w drużynie narodowej Tlemçani rozegrał 20 spotkań i zdobył 4 bramki.